# Walter Lassally
Walter Lassally (Berlin, Németország, 1926. december 18. – Haniá, 2017. október 23.) Oscar-díjas brit-görög operatőr.

## Filmjei
- The Passing Stranger (1954)
- Another Sky (1954)
- To korici me ta mavra (1956)
- To teleftaio psema (1956)
- Jago Hua Savera (1959)
- Eroika (1960)
- Madelena (1960)
- Beat Girl (1960)
- I Aliki sto Naftiko (1961)
- Egy csepp méz (A Taste of Honey) (1961)
- Elektra (Ilektra) (1962)
- A hosszútávfutó magányossága (The Loneliness of the Long Distance Runner) (1962)
- Tom Jones (1963)
- Psyche 59 (1964)
- Zorba, a görög (Zorba the Greek) (1964, Oscar-díjas)
- The Day the Fish Came Out (1967)
- Oidipusz király (Oedipus the King) (1968)
- Joanna (1968)
- Lány az országútról (Three Into Two Won't Go) (1969)
- Mr. Zero három élete (The Adding Machine) (1969)
- Lola (1970)
- Something for Everyone (1970)
- Savages (1972)
- To Kill a Clown (1972)
- Így látták ők (Visions of Eight) (1973, "The Highest" című rész)
- Happy Mother's Day, Love George (1973)
- Malachi's Cove (1973)
- The Wild Party (1975)
- Autobiography of a Princess (1975)
- Ansichten eines Clowns (1976)
- Pleasantville (1976)
- Fluchtversuch (1976)
- Die Frau gegenüber (1978)
- The Great Bank Hoax (1978)
- Kis híján édenkert (Something Short of Paradise) (1979)
- A túlélés ára (Der Preis fürs Überleben) (1980)
- The Pilot (1980)
- Husszein vére (The Blood of Hussain) (1980)
- Gyáva hősök – Egy bukott hadjárat bizalmas története (The Private History of a Campaign That Failed) (1981)
- Engel aus Eisen (1981)
- Memoirs of a Survivor (1981)
- Tuxedo Warrior (1982)
- Hőség és homok (Heat and Dust) (1983)
- Koraéretlenek (Private School) (1983)
- A bostoniak (The Bostonians) (1984)
- The Case of Marcel Duchamp (1984)
- Indian Summer (1987)
- The Perfect Murder (1988)
- Gazemberek (The Deceivers) (1988)
- Fragments of Isabella (1989)
- Diary of a Madman (1990)
- The Ballad of the Sad Cafe (1991)
- Ta delfinakia tou Amvrakikou (1993)
- Aci gonul (2001)

## Díjai
- Oscar-díj a legjobb operatőrnek (1964))